# 迪克·斯托克顿
迪克·斯托克顿（英語：Dick Stockton，1951年2月18日—），美国男子网球运动员，1971年成为职业球手。他曾获得法国网球公开赛混合双打冠军、美国网球公开赛混合双打冠军。他于1986年退役。